# Ánndaris Rimpi
Ánndaris Rimpi eller Anders Ivar Rimpi, född 8 mars 1973 i Kungälv är en svensk, lulesamisk kompositör, musiker, skådespelare, ljudkonstnär, modersmålslärare, journalist, och före detta professionell skateboardåkare.

## Biografi
Rimpi är same genom sin pappas släkt i Ålloluokta. Pappan träffade Anders mamma, som kom från Göteborg, i mitten av 1960-talet när hon jobbade i Jokkmokks kommun. Anders växte upp i Romelanda utanför Kungälv, men tillbringade alla sommarlov i Ålloluokta.
Redan på 1980-talet var Rimpi en framstående skateboardåkare och tillhörde Team Streetstyle som leddes av Per Holknekt. Samtidigt var han med och startade ett synthband, främst känt under namnet Schmaalhans Weltraum, och han spelade i gruppen Bugsquad.
Rimpi arbetade i flera år på Göteborgsoperans kör och komponerade körmässan Missa Rimpi som spelades i P2 på Sveriges Radio. År 2017 släppte han en julskiva på lulesamiska – den första som någonsin getts ut på detta språk – och 2024 kom han på tredje plats med låten "I goassak vuollána" i Samiska melodifestivalen.
Som ljudkonstnär har Rimpi bland annat samarbetat med Joar Nango. Han gjorde ljudet till installationen  och performancen European Everything som presenterades 2017 på documenta 14 i både Aten och  Kassel och han gjorde 2018 ljudet till Nangos offentliga konstverk Fijfere, Vanás, Giedgiför Giella förskola i Jokkmokk
Rimpi gjorde den samiska rösten för snögubben Olof i Disneys Frost 2. Som skådespelare har han även spelat i föreställningen Poetissan från Aareavaara - Paradisets barn om Korpelarörelsen och han spelade Krästa i 2024 års julkalender Snödrömmar för Sveriges Television.
Under 2020-talet verkade han under ett antal år som reporter för det samiska nyhetsprogrammet Ođđasat vid Sveriges Television.
År 2021 erhöll han Ájtte museivänners stipendium och året därpå JulevSámega kulturpris för att på olika sätt ha bidragit till att utveckla det lulesamiska språket och den lulesamiska kulturen.